# Planipapillus impacris
Planipapillus impacris är en klomaskart som beskrevs av Reid 2000. Planipapillus impacris ingår i släktet Planipapillus och familjen Peripatopsidae. Inga underarter finns listade i Catalogue of Life.